# Vincent van Goghschool
De Vincent van Goghschool is een rijksmonument aan de Hobbemalaan 40 in Amersfoort in de Nederlandse provincie Utrecht. De openluchtschool werd gebouwd in 1932 naar een ontwerp van architect C.B. van der Tak. De voormalige openbare lagere school ligt op afstand van de weg.

## Bouwstijl
De zakelijk expressieve bouwstijl blijkt uit de compositie van horizontale en verticale kubische vormen met platte daken. Door de toepassing van materialen als glas, staal en gele baksteen is de invloed van architect W.M. Dudok herkenbaar. 
De school was bedoeld voor zes lokalen en een gymnastieklokaal op L-vormige plattegrond. Uiteindelijk plan werden slechts drie lokalen gerealiseerd. In 1949 werden alsnog drie extra lokalen bijgebouwd, die via een gang met de oudere lokalen werden verbonden. In 1997 is de voormalige school tot twee woningen verbouwd.
De openluchtschool heeft een vrijwel L-vormige plattegrond van één bouwlaag met een brede toren. Rechts van het torenvolume bevinden zich de toegang, hal, garderobe, opslag en lerarenkamer. In het linker gedeelte zijn de lokalen ondergebracht. Het gebouw heeft een overstekend plat dak. De noordgevel is het spiegelbeeld van de zuidgevel.

## Glazen wanden
Voor extra lucht en licht grote glasoppervlakken die met railsystemen konden worden verwijderd.
In het verlengde van de lokalen zijn glazen wanden aangebracht. De glazen wanden tussen de lokalen en de gang kunnen via een rail terzijde worden geschoven. Ook delen van de buitenwand kunnen geopend worden. Ook de glazen wanden tussen de lokalen aan de zuidzijde en de gang aan de noordzijde kunnen geopend worden.